# Ryan XV-5 Vertifan
Le Ryan XV-5 Vertifan est un avion à réaction à décollage et atterrissage vertical des années 1960, produit par Ryan Aeronautical Company. Il faisait partie d'un projet lancé par l'United States Army en 1961, avec le Lockheed XV-4 Hummingbird. Il fut initialement désigné Ryan VZ-11-RY puis finalement désigné XV-5 en 1962.

## Développement
Le XV-5A Vertifan a été conçu et construit pour le Commandement de la recherche sur les transports de l'armée, une branche du United States Army Materiel Command par Ryan Aeronautical Company, San Diego, en collaboration avec General Electric. L'armée de terre des États-Unis croyait que les avions VTOL pourraient apporter une contribution majeure à la mobilité nécessaire pour une guerre limitée. Le XV-5A devait être utilisé pour la surveillance du champ de bataille et le sauvetage des équipages abattus. Libéré de la dépendance vis-à-vis des aérodromes, le Vertifan allie la flexibilité de l'hélicoptère aux performances d'un avion à réaction.
Il dispose de deux rotors encastrés dans les ailes. Sa vitesse maximale est de 878 km/h et son autonomie est d'environ 1 600 km. Il pourrait faire du surplace, voler en arrière et opérer à partir d'aires d'atterrissage non préparées. Une petite porte sur le côté de l'avion est installé pour récupérer une victime de sauvetage,
Deux pilotes ont été tués et un troisième s'est éjecté avec succès à la suite d'accidents avant l’abandon du programme.

### Avions comparables
- Lockheed XV-4 Hummingbird